# 青山橋鎮 (湘潭県)
青山橋鎮（せいざんきょうちん）は中華人民共和国湖南省湘潭県の鎮。

## 行政区画
- 青山橋鎮社区
- 青山管区（5つの行政村）：青山村、高屯村、馬蘭壩村、観元村、三富村
- 霞嶺管区（7つの行政村）：竜舞村、大興塘村、霞嶺村、福門村、橋頭鋪村、天塘村、高強村
- 曉南管区（6つの村行政村）：新鋪村、高山村、曉南村、四境村、松柏村、扶沖村[3]

## 経済

### 名物・特産品
- 花崗岩
- 生石灰
- ウラン
- 砿泉水
- 石灰石
- 石膏

## 地理
青山橋鎮は湘潭県西南部に位置し、北は分水郷と、東は排頭郷、竜口郷と、西は荷葉鎮と、南は長平郷とそれぞれ接している。
- 河川：青山河（又名涓水、涓江）、納双河、山田沖、普沖水、紅水、福霞水、雲霞水、欧沖水、摹古石、西沖、昌山、曾羅沖、万家水、四路港水等。

- 山：昌山錦鰲峰、高755.1メートル、湘潭県の第一高峰、南岳七十二峰の一。
- 昌山九景：仙女峰、観音寨、香炉寨、三碗斎飯、太公釣魚、錦鰲山、青竜嶺、北斗坨、匕斗槽（又名匕星岩）。

## 教育
- 青山橋中学

## 交通

### 道路
- 高速公路：潭衡高速公路[4][5]

## 観光
- 定海寺
- 昌福寺
- 雷祖殿
- 紫雲庵
- 南雲庵
- 半山亭
- 石竜寺
- 両湘亭
- 稍息亭
- 優鉢寺
- 森林寺
- 天符廟
- 青竜庵
- 趙啓霖故居
- 趙啓霖墓

## 出身有名人
- 趙啓霖